# باولوس هكتور ماير
باولوس هكتور ماير (بالألمانية: Paul Hector Mair) (و. 1517 – 1579 م) هو مؤلف، وكاتب ألماني، ولد في آوغسبورغ، توفي في آوغسبورغ، عن عمر يناهز 62 عاماً، بسبب شنق.